# Suicide food

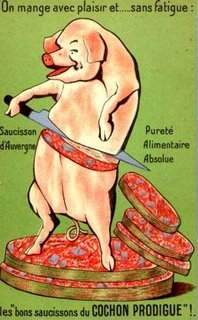
Publicité française pour du saucisson sec d'Auvergne.

La suicide food est une technique de marketing visuel consistant à présenter des animaux comme s'ils souhaitaient être mangés par des humains, ou participer à la production alimentaire. Ces représentations sont généralement anthropomorphisées, colorées et joyeuses, permettant de faire oublier la souffrance animale à travers la communication des produits alimentaires qui en sont issus, tels que la viande, le poisson et les produits laitiers.
L’objectif d'une telle méthode de communication est de déculpabiliser les consommateurs, en faisant passer l'idée que les animaux souhaiteraient être mangés. La suicide food relève ainsi d'une forme d'anthropocentrisme et de réification de l'animal.

## Définition

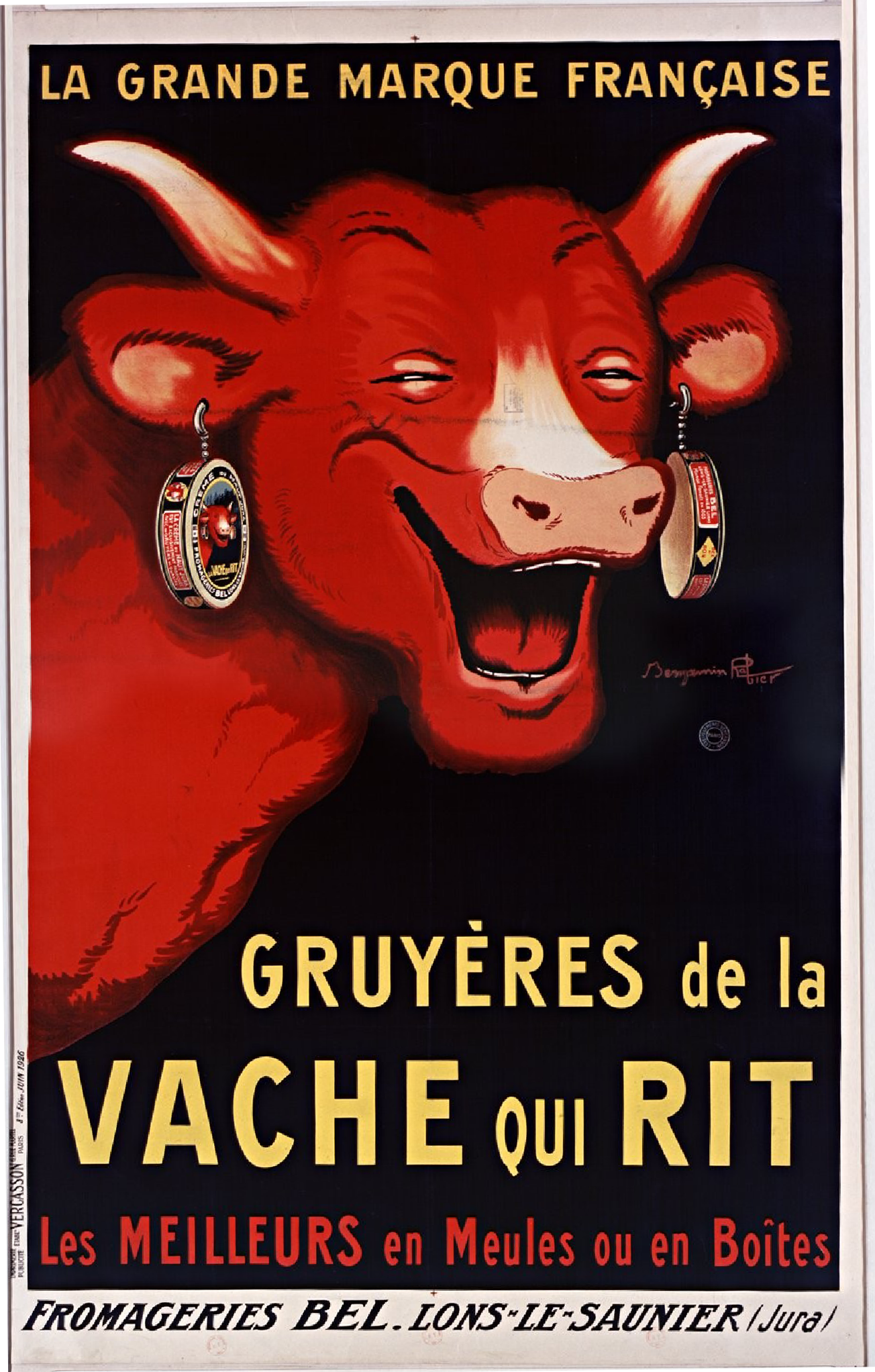
Publicité pour La vache qui rit par Benjamin Rabier (1926).

Les techniques de communication suicide food se caractérisent par des emballages joyeux et colorés.
Parmi les exemples typiques de la suicide food, figurent la vache qui rit aux éclat (logo de La vache qui rit), le cochon qui se découpe lui-même avec le sourire, le poulet qui danse le french cancan, la dinde déplumée qui s'arrose elle-même de jus de cuisson dans un plat, ou encore le poisson en tenue de marin arborant ses biceps (Croustibat),,.

## Histoire
Le terme « suicide food » apparaît au début des années 2010 dans le blog d'un militant végane américain, Ben Grossblatt,. Ce dernier a documenté entre 2006 et 2011 de nombreuses images d'animaux dépeints « comme s'ils souhaitaient être consommés ».
En 2009, la publicité de la marque Le Gaulois montrant des poulets qui dansent le french cancan est accusée de publicité mensongère par la Protection mondiale des animaux de ferme (PMAF), qui porte plainte. C'est cependant en 2022 que la dénonciation de la suicide food prend de l'ampleur, en phase avec les préoccupations du grand public envers l'impact de la consommation de viande et de produits laitiers sur le changement climatique. En décembre 2022, une citoyenne américaine remporte ainsi un procès pour publicité mensongère de type suicide food contre l'enseigne KFC, la représentation joyeuse d'un poulet rebondissant sur le ventre d’une vache dans un cadre bucolique pouvant induire en erreur le spectateur quant aux conditions d'élevage réelles des animaux consommés.

## Analyse des techniques de communication
La suicide food se rapproche du « référent absent » décrit par l'essayiste américaine Carol J. Adams, c’est-à-dire de la volonté de casser le lien entre l'animal vivant et le produit de consommation afin d'éviter au consommateur de culpabiliser. Les chercheurs Dan Dombrowski et Brianne Donaldson y voient un exemple de représentation de l'animal dans la culture visuelle contemporaine qui le dégrade au rang d'objet de consommation destiné au seul plaisir de l'être humain. C'est aussi un exemple de construction visuelle totalement anthropocentrique du monde animal.
Le magazine québécois Les Affaires questionne en 2022 une potentielle sobriété attendue dans les campagnes marketing futures. La RTBF note que le logo de Croustibat a évolué d'un poisson vers un génie, probablement pour éviter la référence à l'animal qui est consommé.